# BTX (gabinete)

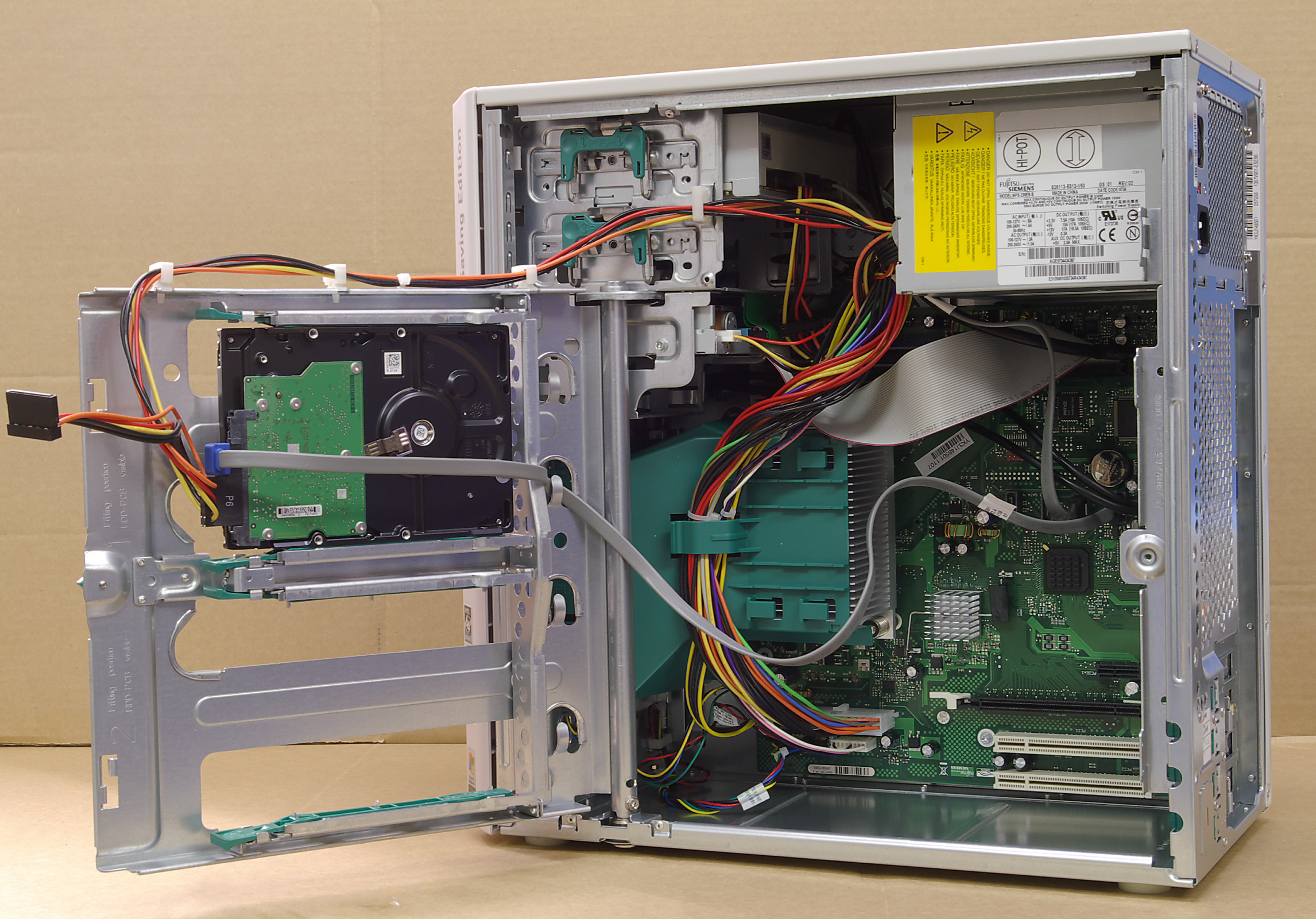
Gabinete BTX

BTX (de Balanced Technology Extended) é um formato de gabinete de computador criado pela Intel e lançado em 2003 (atualmente, o desenvolvimento desse padrão está parado) para substituir o ATX .

## Objetivos
O gabinete BTX foi criado para otimizar o fluxo de ar, facilitando a refrigeração do sistema e para tentar padronizar formatos de placas-mãe de tamanho reduzido. 

## Layout
No formato ATX, a placa-mãe é instalada no lado direito do gabinete enquanto no formato BTX, ela se encontra no lado esquerdo. Os chipsets e os slots foram reorganizados com o objetivo de otimizar a dissipação do calor gerado pelos dispositivos que estão usando clocks mais altos e, consequentemente, gerando mais calor. Também foram reorganizados para melhorar o desempenho do sistema.

## Compatibilidade com gabinetes ATX
As placas-mãe do formato BTX são incompatíveis com placas do formato ATX, pois o posicionamento dessas placas são diferentes. Como as placas-mãe BTX possuem slots PCI-Express, elas precisarão de fontes mais potentes, pois placas-mãe com este novo tipo de slot necessitam de uma nova fonte de alimentação e, portanto, são incompatíveis com fontes ATX. Contudo todos os conectores são compatíveis incluindo a fonte de alimentação.